# Episodi di Amiche nemiche (serie televisiva 1995) (quinta stagione)
La quinta stagione della serie televisiva Amiche nemiche è stata trasmessa in anteprima in Germania dalla ZDF tra il 16 gennaio 2002 e il 24 aprile 2002.
| nº | Titolo originale                 | Titolo italiano | Prima TV Germania | Prima TV Italia |
| -- | -------------------------------- | --------------- | ----------------- | --------------- |
| 1  | Ich kämpfe um mein Kind (Teil 1) |                 | 16 gennaio 2002   |                 |
| 2  | Ich kämpfe um mein Kind (Teil 2) |                 | 16 gennaio 2002   |                 |
| 3  | Frischer Wind                    |                 | 23 gennaio 2002   |                 |
| 4  | Vaterliebe                       |                 | 6 febbraio 2002   |                 |
| 5  | Ein schwerer Schlag              |                 | 20 febbraio 2002  |                 |
| 6  | Mobbing                          |                 | 27 febbraio 2002  |                 |
| 7  | Gerüchteküche                    |                 | 6 marzo 2002      |                 |
| 8  | Das Leben ist kein Wunschkonzert |                 | 13 marzo 2002     |                 |
| 9  | Abschiedsblicke                  |                 | 20 marzo 2002     |                 |
| 10 | Liebesgeflüster                  |                 | 27 marzo 2002     |                 |
| 11 | Entscheidungen                   |                 | 3 aprile 2002     |                 |
| 12 | Verraten und verkauft            |                 | 10 aprile 2002    |                 |
| 13 | Verlorene Illusionen             |                 | 17 aprile 2002    |                 |
| 14 | Demnächst auf Wolke Sieben       |                 | 24 aprile 2002    |                 |